# In the Penal Colony

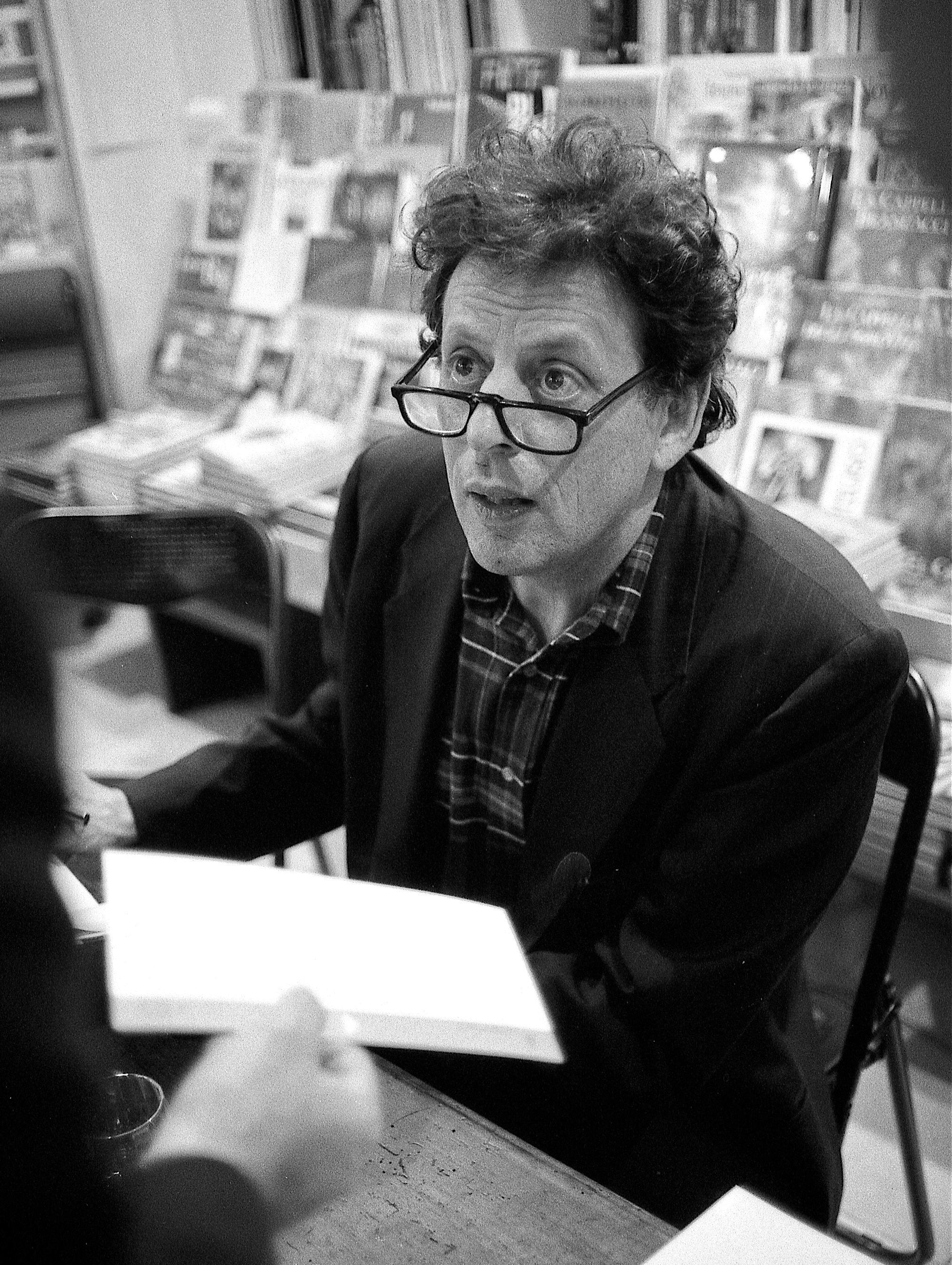
Philip Glass

In the Penal Colony (I straffkolonin) är en kammaropera i en akt och 16 scener med musik av Philip Glass och libretto av Rudy Wurlitzer. Operan bygger på Franz Kafkas novell "I straffkolonin". Verket beställdes av ACT Theatre i Seattle där den hade premiär den 31 augusti 2000. Speltiden är ca 80 minuter och den är skriven för två sångare (tenor och basbaryton) och en stråkkvintett.

## Historia
Kafkas skrämmande novell omarbetades till pjäs av Steven Berkoff 1969. Glass valde att använda sig av den som bas för sin opera. Tillsammans med sin före detta hustru JoAnne Akalaitis arbetade de av och an på verket i tre års tid innan de fick en beställning från ACT Theatre i Seattle. Akalaitis hade ett nära samarbete med librettisten Rudy Wurlitzer för att överföra historien till scenen. Hon regisserade även premiäruppsättningen.  Glass kallade verket för en "fickopera" och valde medvetet kammaroperans småskaliga format för att om möjligt underlätta framtida uppsättningar.
I Kafkas berättelse talar endast två av de fyra karaktärerna, Officeren och Besökaren, vars roller i operan motsvaras av en basbaryton och tenor. Liksom i berättelsen förblir Fången och Vakten stumma. Akalaitis lade till en femte karaktär i premiäruppsättningen; Kafka själv, som är berättare och iakttagare. Berättarens texter valdes ut av Akalaitis från Kafkas dagböcker. Operans musik framförs av en stråkkvintett. I originaluppsättningen spelare de även rollerna som musiker från straffkolonin och uppträder både som soldater och civila.

## Uppförandehistorik

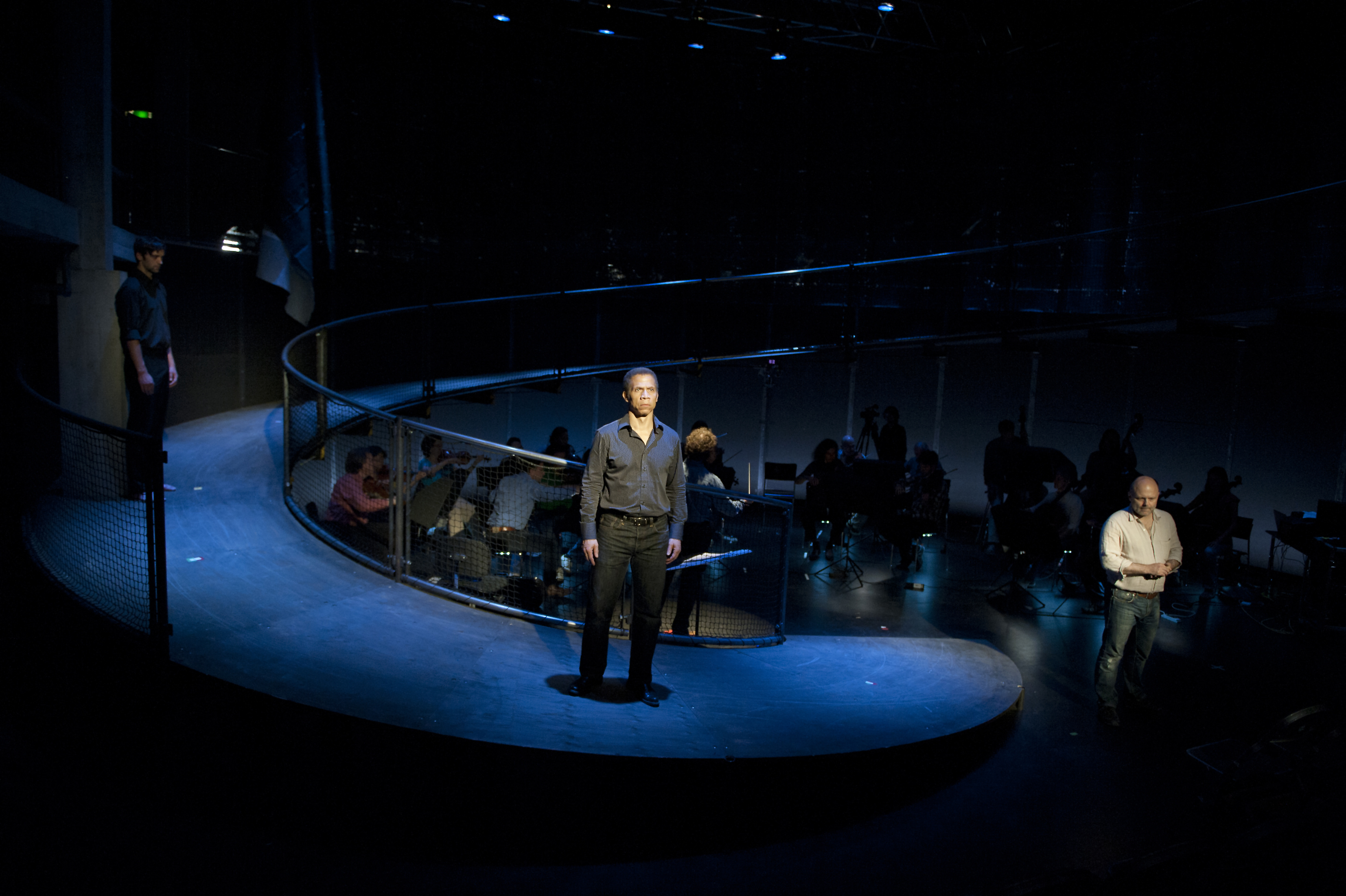
Repetition för den schweiziska premiären på Theater der Kunste i Zurich i maj 2011.

Världspremiären av operan ägde rum den 31 augusti 2000 på ACT Theatre och var en samproduktion med Court Theatre i Chicago, vilken satte upp operan senare samma år. John Duykers, som hade sjungit rollen som Mao Zedong i John Adams opera Nixon in China, var Besökaren och Herbert Perry, som hade sjungit rollen som Vasco da Gama i Glass The White Raven var Officeren. Perrys tvillingbror Eugene alternerade med honom i rollen. Alan O. Johnson dirigerade the Metropolitan String Ensemble. Scenograf var John Conklin, kostymör Susan Hilferty och ljussättare Jennifer Tipton.
In the Penal Colony framfördes av the ACT Theatre till 1 oktober. Med samma ensemble överfördes senare produktionen till Court Theatre i Chicago i december 2000. Premiären i New York City ägde rum i juni 2001 där den framfördes av Classic Stage Company. Den tyska premiären sattes upp i november 2002 i Berlin. Den 23 januari 2009 hade operan fransk premiär på Opéra National de Lyon. Den engelska premiären ägde rum i Linbury Studio Theatre i Londons Royal Opera House den 15 september 2010. Vid det tillfället framfördes den som en samproduktion med Music Theatre Wales som senare tog den på turné i åtskilliga brittisks städer. Operan spelades tre föreställningar i maj 2011 på Theater der Künste i Zürich som en del av the Philip Glass Festival och premiären i Australien ägde rum på National Institute of Dramatic Arts Parade Playhouse i Sydney den 7 april 2012.
Efter att Akalaitis originaluppsättning sattes upp i Seattle, Chicago och New York City har senare uppsättningar varierat antalet icke-talande roller samt stråkkvintetten. Uppsättningen i Opéra National de Lyon lade till en andra stum Vakt. Uppsättningen i The Music Theatre Wales eliminerade Vaktens roll. Uppsättningen i Australien placerade stråkkvintetten utanför scenen och handlingen utspelades i en sjukhusliknande korridor. Ingen av dessa senare uppsättningar använde sig av Kafka som berättare.

## Personer

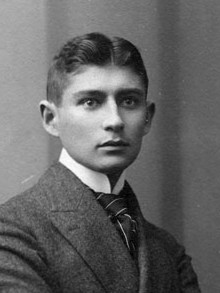
Franz Kafka 1906

| Roller      | Stämma     | Premiärbesättning 31 augusti 2000 (Dirigent: Alan O. Johnson) |
| ----------- | ---------- | ------------------------------------------------------------- |
| Officeren   | basbaryton | Herbert Perry                                                 |
| Besökaren   | tenor      | John Duykers                                                  |
| Vakten      | stum roll  | Steven M. Levine                                              |
| Fången      | stum roll  | Matt Seidman                                                  |
| Franz Kafka | talroll    | Jose Gonzales                                                 |

## Handling
Plats: Den avlägset belägna straffkolonin i ett okänt land.
Tid: 1907
En högt uppsatt besökare anlände till straffkolonin. Han bjöds in för att bevittna avrättningen av en fånge medelst en märklig maskin uppfunnen av en före detta kommendant. Maskinen präntar långsamt in en beskrivning av fångens brott i huden och efter flera timmars utdragen tortyr dödar maskinen fången. Handlingen utförs av fängelsets officer som är ytterst betagen av maskinen. Officeren är bedrövad över att maskinen inte längre fungerar som den skall och den kritik som riktas mot maskinen, inklusive kritik från kolonins nuvarande kommendant. Han hoppas att besökaren ska bli imponerad över maskinen och framhålla dess fördelar för kommendanten. Besökaren förfäras av maskinen men sjunger "It's always risky interfering in other peoples' business [...] I oppose this procedure, but I will not intervene." När officeren inser att besökaren inte kommer backa upp honom friger han den dödsdömde fången och klättrar själv in i den, sökande frälsning efter en långsam och plågsam död. Maskinen löper amok och i stället för att döda honom långsamt, genomborrar den honom direkt i huvudet. Sedan förstör maskinen sig själv. Besökaren går om bord på ett skepp och lämnar ön.

## Inspelning
- Glass: In the Penal Colony – Michael Bennett (The Visitor), Omar Ebrahim (The Officer); Music Theatre Wales; Michael Rafferty (conductor). Recorded October 27–28, 2010. Label: Orange Mountain OMM0078[12]